# هیرودا ناگاهیسا
هیرودا ناگاهیسا (به ژاپنی: 黒田 長久 Kuroda Nagahisa); ۲۳ نوامبر ۱۹۱۶ – ۲۶ فوریهٔ ۲۰۰۹) پسر کورودا ناگامیچی و پرنده‌شناس اهل ژاپن بود.